# Add Some Music to Your Day
Az Add Some Music to Your Day a The Beach Boys dala, amely 1970-ben jelent meg, először kislemezen, majd a Sunflower albumon. A szám szerzői Brian Wilson, Joe Knott és Mike Love voltak. Brian később így nyilatkozott: „Knott egy barátom volt, aki nem volt dalszerző, de néhány sorral közreműködött. Arra már nem emlékszem, melyiket írta.”
A dal csak a 64. helyig jutott az amerikai slágerlistán, és mindössze öt hétig volt listás. A rádiós lemezlovasok nem kívánták játszani a dalt, az egyik DJ állítólag azért, mert szerinte: „A Beach Boys már nem menő!” A zenekar promóciós vezetője, Fred Vail szerint a WFIL nevű rádióállomás programigazgatója, Jay Cook még azután sem volt hajlandó eljátszani a dalt, hogy elmondta neki: „A Beach Boys és Brian Wilson még mindig nagyszerű.”

## Zenészek
- Alan Jardine – ének és háttérvokál
- Mike Love – ének és háttérvokál
- Brian Wilson – ének és háttérvokál, elektromos zongora
- Carl Wilson – ének és háttérvokál, akusztikus gitár
- Bruce Johnston – ének és háttérvokál, basszusgitár
- Dennis Wilson – háttérvokál, dob

## Listás helyezések
| Listák (1970)                      | Legjobb helyezés |
| ---------------------------------- | ---------------- |
| US Billboard Hot 100 Singles Chart | 64               |